# Monroe, Louisiana
Monroe är en stad (city) i Ouachita Parish i delstaten Louisiana i USA. Staden hade 47 702 invånare, på en yta av 85,23 km² (2020). Monroe är administrativ huvudort (parish seat) i Ouachita Parish.

## Kända personer från Monroe
- Samuel D. McEnery, politiker